# Giuseppe Tagliabue
Giuseppe Tagliabue (1775-1845) fue un médico y botánico italiano.

## Algunas publicaciones
- 1818. "Storia e descrizione della litaea geminiflora lettera." In-8. Milán

## Eponimia
Especies
- (Amaryllidaceae) Ismene tagliabuei M.Roem.[2]